# 杨柳街道 (简阳市)
杨柳街道是中华人民共和国四川省成都市简阳市下辖的一个街道办事处。
2014年4月，设立杨柳街道办事处，将原简城街道的红星桥、大街2个社区和团结、增产、天星、杨柳、上安、利民6个村划归杨柳街道。
杨柳街道下辖红星桥社区、大街社区、团结村、增产村、天星村、杨柳村、上安村、利民村。
2019年12月，撤销杨柳街道，以原杨柳街道大街社区、红星桥社区、团结村、上安村、杨柳村、天星村、利民村划为石桥街道的行政区域，以原杨柳街道增产村划为赤水街道的行政区域。

## 行政区划
杨柳街道下辖以下村级行政区划单位：
红星桥社区、大街社区、利民村、上安村、天星村、团结村、杨柳村和增产村。